# 仁比山デジタルテレビ中継局
仁比山デジタルテレビ中継局（にいやまデジタルテレビちゅうけいきょく）は、サガテレビ（STS）が佐賀県神埼市に設置しているデジタルテレビ中継局。

## 概要
- サガテレビは、地デジ放送を開始した際、九千部山に親局を移し、アナログ親局の神埼市内にある日の隈山については、別途中継局を設置する予定にしていた。
- しかし、日の隈山送信所がNHKの管轄であったことに加え、佐賀市の金立町（きんりゅうまち）・旧大和町地域における難視聴も同時に解消する目的から、サガテレビ本社屋の鉄塔に城内デジタル中継局を設置する方針に転換した（※本社屋鉄塔設置のため、マスターからの電波を直接出している）。だが、その後の調査で、神埼市や神埼郡吉野ヶ里町及び三養基郡上峰町のそれぞれ一部で、相当数の難視聴世帯が発生していることが分かったため、急遽これを補完するため、中継局設置に至ったものである。
- 当中継局は、佐賀県内では最初のデジタル新局となった。（※「仁比山デジタルテレビ中継局」となっているが、公式資料等では「日の隈山」に設置されている。）
- なお、出力が1Wと弱く佐賀市内からの受信は不可能。（※同じ神埼市（千代田町）でも、「九千部山」の親局を受信している世帯がほとんどである。）
- 佐賀市内のほとんどの地域では、九千部山の親局送信所や城内にあるsts社屋鉄塔の城内中継局を受信している世帯が多く存在している。

## 送信施設概要
| ID | 放送局名      | チャンネル | 空中線電力 | ERP  | 放送対象地域 | 放送区域内世帯数 | 開局日                   |
| -- | ------------- | ---------- | ---------- | ---- | ------------ | ---------------- | ------------------------ |
| 3  | STSサガテレビ | 27ch       | 1W         | 5.9W | 佐賀県       | 3617世帯         | 2010年（平成22年）8月9日 |

- NHK佐賀放送局は、当地に中継局を置かず、同局内に「NHK城内デジタル中継局」を開局させた。
- 2010年（平成22年）6月30日に予備免許が交付、7月26日から8月8日まで試験放送を実施、8月4日に本免許が交付。
- 放送エリアは、神埼市・神埼郡吉野ヶ里町及び三養基郡上峰町の各一部
- 送信チャンネルについては、デジタル混信の影響などを考慮した上で、27chと決められた。出力についても、当初は500mWでの送信予定だったが、1Wでの送信に変更された。